# 25e cérémonie des Boston Society of Film Critics Awards
La 25e cérémonie des Boston Society of Film Critics Awards, décernés par la Boston Society of Film Critics, a eu lieu le 13 décembre 2004, et a récompensé les films réalisés dans l'année.

## Palmarès

### Meilleur film
- Sideways
  - Before Sunset

### Meilleur réalisateur
- Zhang Yimou pour Le Secret des poignards volants (十面埋伏) et Hero (英雄)
  - Alexander Payne pour Sideways

### Meilleur acteur
- Jamie Foxx pour le rôle de Ray Charles dans Ray
  - Paul Giamatti pour le rôle de Miles dans Sideways

### Meilleure actrice
- Hilary Swank pour le rôle de Maggie Fitzgerald dans Million Dollar Baby
  - Annette Bening pour le rôle de Julia Lambert dans Adorable Julia (Being Julia)
  - Kim Basinger pour le rôle de Marion Cole dans Lignes de vie (The Door in the Floor)

### Meilleur acteur dans un second rôle
- Thomas Haden Church pour le rôle de Jack Cole dans Sideways
  - Clive Owen pour le rôle de Larry dans Closer, entre adultes consentants (Closer)

### Meilleure actrice dans un second rôle
(ex æquo)
- Sharon Warren pour le rôle d'Aretha Robinson dans Ray
- Laura Dern pour le rôle de Terry Linden dans We Don't Live Here Anymore
  - Cate Blanchett pour le rôle de Katharine Hepburn dans Aviator (The Aviator)

### Meilleure distribution
- Sideways
  - La Vie aquatique (The Life Aquatic with Steve Zissou)

### Réalisateur le plus prometteur
(ex æquo)
- Nicole Kassell pour The Woodsman
- Joshua Marston pour Maria, pleine de grâce (María llena eres de gracia)

### Meilleur scénario
- Sideways – Alexander Payne et Jim Taylor
  - Eternal Sunshine of the Spotless Mind – Charlie Kaufman

### Meilleure photographie
- Le Secret des poignards volants (十面埋伏) – Zhao Xiaoding
  - Un long dimanche de fiançailles – Bruno Delbonnel

### Meilleur film en langue étrangère
- Le Secret des poignards volants (十面埋伏)  Chine /  Hong Kong
  - Un long dimanche de fiançailles  France

### Meilleur film documentaire
- Control Room
  - La Mort suspendue (Touching the Void)